# Frais
Frais, nářečně též Fraisch, je malá oblast v pohraničí Bavorska a Česka. Leží na úpatí 939 metrů vysoké hory Dyleň / Tillenberg v zemském okrese Tirschenreuth na německé straně a v českém okrese Cheb.

## Etymologie názvu a význam
Výraz Frais (Fraiß, Fraisch) pochází ze starohornoněmeckého vreislich (bolestivé, či nahánějící hrůzu apod.). Výraz fraisen, mohl v lidovém lékařském být také termín pro člověka stiženého epilepsií.
V rámci Svaté říše římské byla Frais oblastí, ve které měl vlastník fraiského panství mnohá práva nad svými leníky a ti museli odvádět desátek ze své úrody a dle záznamů vykonával též hrdelní právo.

## Historie
V oblasti Frais, která byla poddanským územím současně města Cheb a Valdsaského kláštera, panovaly zvláštní vlastnické a dvorské poměry. Původně bylo Chebsko jednotnou oblastí, ale po rozdělení marky Nordgau na dvě různé zájmové a mocenské oblasti, klášterní půdu valdsaských opatů a majetek města Cheb v západních Čechách. Město Cheb i klášter Valdsasy vlastnily a získávaly majetek na svém území s překrývajícími se právními vztahy, což vedlo k neustálým ostrým sporům o daně, cla, odvody, církevní patronát, práva cesty, trhy, lov, rybolov a pivovarnictví atp., které trvaly až do roku 1591.
Dne 23. září 1591 byla na radnici v Chebu podepsána Smlouva o hranici a jurisdikci mezi městem Cheb a klášterem Valdsasy, která platila až do roku 1862. Ve smíšených a smíšených obcích[ujasnit] Hardeck, Maiersreuth, Mugl, Schachten, Boden/Rovinka, Altalbenreuth/Mýtina a Bad Neualbenreuth, Querenbach a Gosel, patřících k panství a klášternímu dvoru na hradě Hardeck, se mezi městem Cheb a klášterem Valdsasy každoročně měnil vyšší soud, jurisdikce a příjmy od sedláků, platících daně.
V roce 1846 byli chebští poddaní v Neualbenreuthu – v té době zde bylo 49 domů patřících městu Chebu, 62 domů klášteru Valdsasy – začleněni do Bavorského království. Místní fara, kostel a škola pak zůstaly ve svých právech a povinnostech nezařazení.
Dne 24. června 1862 došlo ve Vídni k vyrovnání a dosavadní právní poměry ve Frais byly zrušeny. Obce Neualbenreuth, Hatzenreuth a Querenbach se staly součástí Bavorského království a Altalbenreuth/Mýtina, Säuerlingshammer, Gosel a Schönlind/Krásná Lípa se staly součástí Království českého. Ves Rovinka bylo vyčleněno z farnosti Neualbenreuth a znovu přifařeno na Starý Hrozňatov v Čechách, školáci z Rovinky byli vyučováni v základní škole v Mýtině.